# Libertad 1ro. de Enero
Libertad 1ro. de Enero är en ort i Mexiko.   Den ligger i kommunen La Trinitaria och delstaten Chiapas, i den sydöstra delen av landet, 800 km sydost om huvudstaden Mexico City. Libertad 1ro. de Enero ligger 544 meter över havet och antalet invånare är 153.
Terrängen runt Libertad 1ro. de Enero är platt åt nordost, men åt sydväst är den kuperad. Libertad 1ro. de Enero ligger nere i en dal. Runt Libertad 1ro. de Enero är det ganska tätbefolkat, med 90 invånare per kvadratkilometer. Närmaste större samhälle är Nueva Libertad, 7,8 km öster om Libertad 1ro. de Enero. Omgivningarna runt Libertad 1ro. de Enero är en mosaik av jordbruksmark och naturlig växtlighet.